# Балка Аджигольська
Балка Аджигольська — балка (річка) в Україні у Очаківському районі Миколаївської області. Впадає у озеро Солонець (басейн Чорного моря).

## Опис
Довжина балки приблизно 9,15 км, найкоротша відстань між витоком і гирлом — 7,87  км, коефіцієнт звивистості річки — 1,16 . Формується декількома струмками та загатами. В переважній більшості балка пересихає.

## Розташування
Бере початок на південно-західній стороні від села Червоне Парутине. Тече переважно на південний захід і на західній стороні від села Солончаки впадає у озеро Солонець.
Гирло річки відділяється від Дніпровсько-Бузького лиману піщано-глинистою Аджигольською косою. Балка входить до території Смарагдової мережі Європи  Dniprovsko-Buzkyi Lyman. Балка є місцем мешкання різноманітних птахів, зокрема, тут зафіксовано чепуру малу, занесену до Червоної книги України, чорногрудого горобця, куликів та рожевих пеліканів.
У балці трапляються види рослин, занесені до Червоної книги України: пізньоцвіт анкарський, шафран сітчастий та кілька видів ковили, яким загрожує знищення через розорювання схилів балки.
В античну епоху Аджигольська балка була повноводною річкою із заплпвними луками та подами. Численні археологічні знахідки свідчать про наявність тут грецьких колоній з розвинутим скотарством  .
У ХХ столітті поблизу балки розміщувався цех Очаківського рибоконсервного комбінату, який нині не функціонує. Наприкінці 1970-х у балці висаджено білу акацію та побудовано дамби, що утворили штучні водойми для розведення риби. Балка є популярним місцем для риболовлі та туризму, на її території облаштовуються рекреаційні пункти.

## Цікаві факти
- Від гирла балки на південній стороні на відстані приблизно 680 м пролягає автошлях Т 1507 (автомобільний шлях територіального значення в Миколаївській області. Проходить територією Миколаївського та Очаківського району через Миколаїв — Парутине — Очаків — базу відпочинку «Чорноморка». Загальна довжина — 72,8 км.).
- У XX столітті на балці існували вівіце-тваринні ферми та газові свердловини[2], а у XIX столітті — колонія та село Аджиголь[1].
- Вздовж балки нині існують вітроелектростанції — Дмитрівська ВЕС.